# PM M1910
PM M1910 (tiếng Nga: Пулемёт Максима на станке Соколова, Pulemyot Maxima na stanke Sokolova) hoặc Maxim M1910 ("Maxim's machine gun model 1910 on Sokolov's mount") là tên của khẩu súng máy hạng nặng danh tiếng được quân đội Nga Hoàng sử dụng trong chiến tranh thế giới lần thứ nhất và Hồng Quân sử dụng trong chiến tranh thế giới lần thứ hai. Nó được thông qua trong biên chế của quân đội Nga Hoàng từ tháng 2 năm 1910. Đến tháng 11 năm đó, nó chính thức được đưa vào sản xuất. PM M1910 sử dụng đạn 7.62×54mmR của súng trường Mosin-Nagant. PM M1910 được lắp ráp trên bệ gồm hai bánh xe với một khiên chắn phía trước. Sau khi nội chiến Nga kết thúc vào năm 1923 thì Hồng Quân lại tiếp tục duy trì việc sử dụng và sản xuất hàng loạt loại súng này. Đến năm 1930, theo xu thế hiện đại hóa thì Hồng Quân thành lập một ủy ban chuyên làm nhiệm vụ hiện đại hóa vũ khí, trang bị đã có sẵn nhằm nâng cao tuổi thọ và thời gian phục vụ trong biên chế. PM 1910, súng trường Mosin, súng ổ quay Nagant 1895 cũng được hiện đại hóa. Hồng Quân ra sức tìm kiếm những mẫu súng máy khác mới hơn, tốt hơn, hiện đại hơn để thay thế khẩu súng này từ cuối những năm 1930 nhưng gần như là vô vọng. Mẫu DS-39 của nhà thiết kế Vasily Alkseyevich Degtyaryov được kỳ vọng thay thế được mẫu Maxim 1910 nhưng đến chiến tranh Liên Xô - Phần Lan thì khẩu DS-39 nhanh chóng bộc lộ nhược điểm lớn của nó là đắt tiền, khó sản xuất, khó bảo trì nên Hồng Quân lại đành phải tiếp tục sản xuất và trang bị khẩu súng máy này trong biên chế của Hồng Quân. Trong suốt Thế chiến 2 thì Hồng Quân duy trì việc sử dụng và sản xuất mẫu súng này rất ổn định. Hồng Quân loại biên khẩu súng này vào khoảng sau Thế chiến 2. Ngoài việc sử dụng với vai trò là súng máy bộ binh, PM M1910 còn được sử dụng làm súng máy phòng không tầm thấp và lắp ráp trên các tàu chiến, các phương tiện di chuyển,...

## Hình ảnh

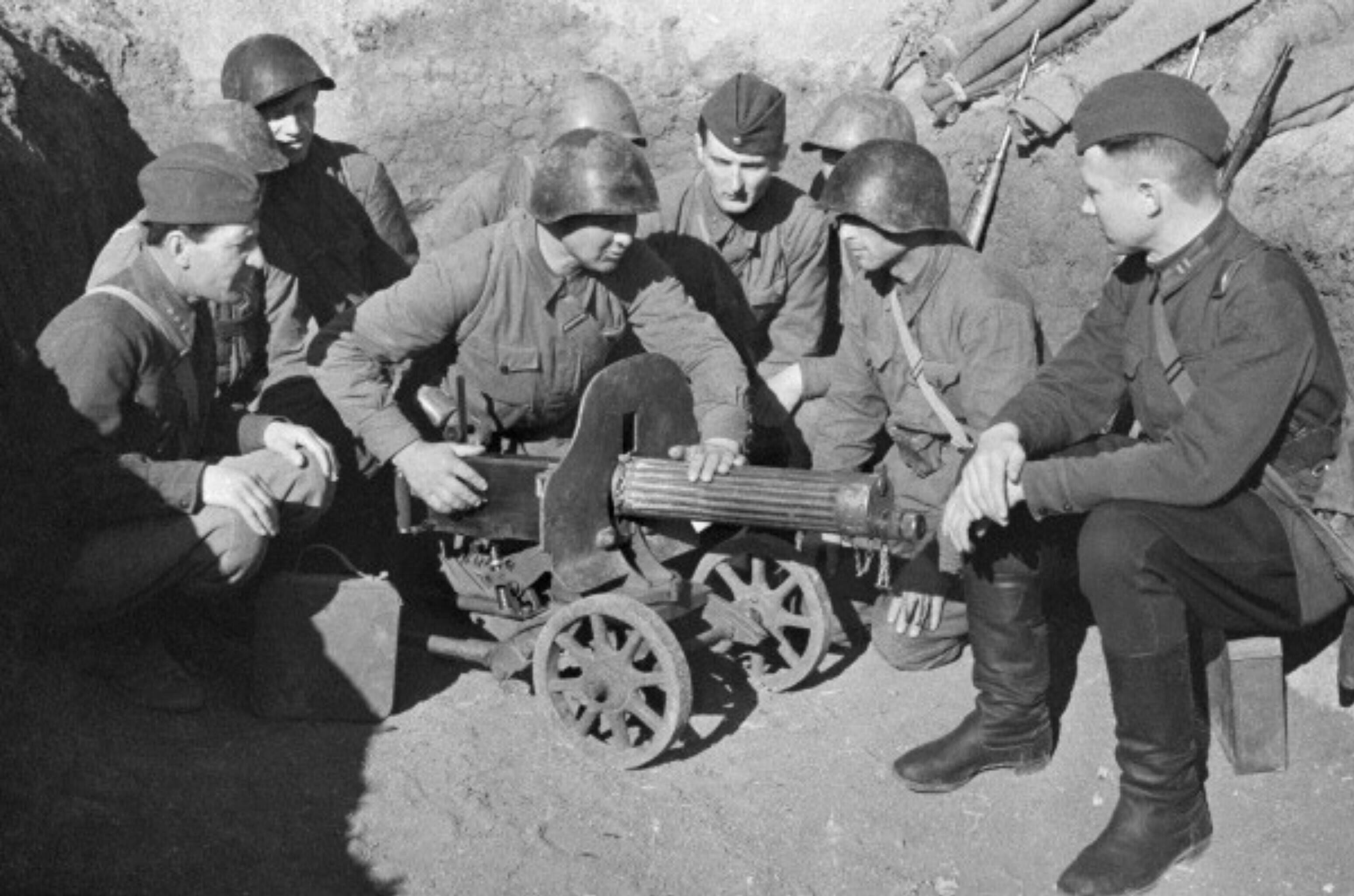
Soviet troops receiving instruction on the M1910/30.
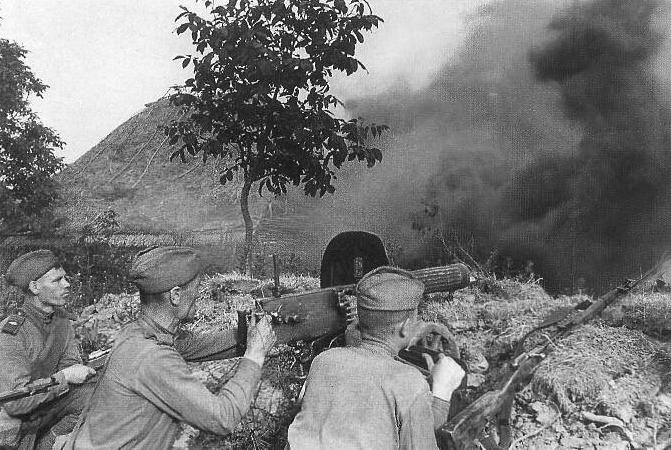
Soviet Red Army machinegunners with a M1910/30 in the Battle of Kursk.
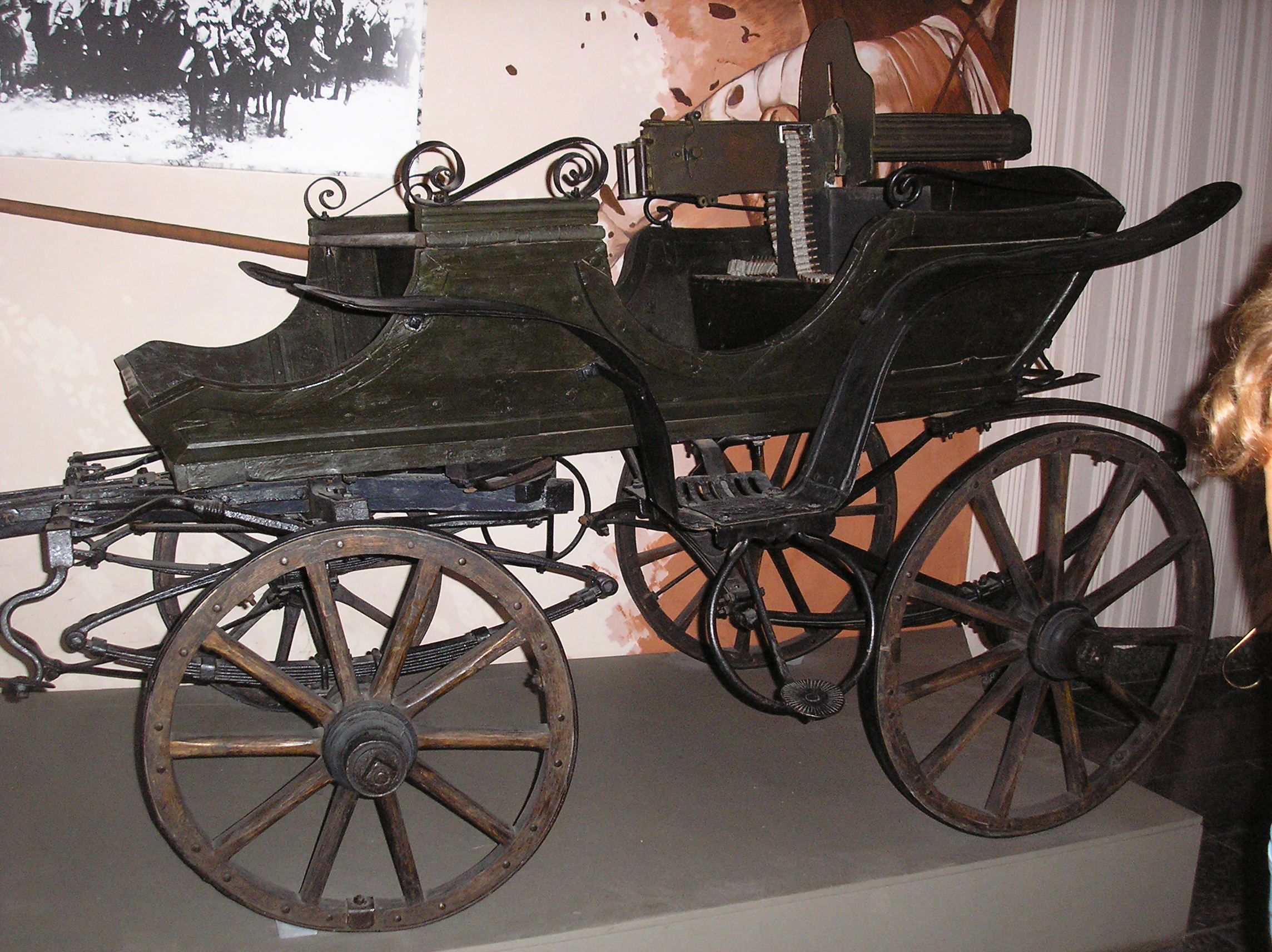
A Red Army tachanka on display. Notice that it is mounted with a PM M1910/30.
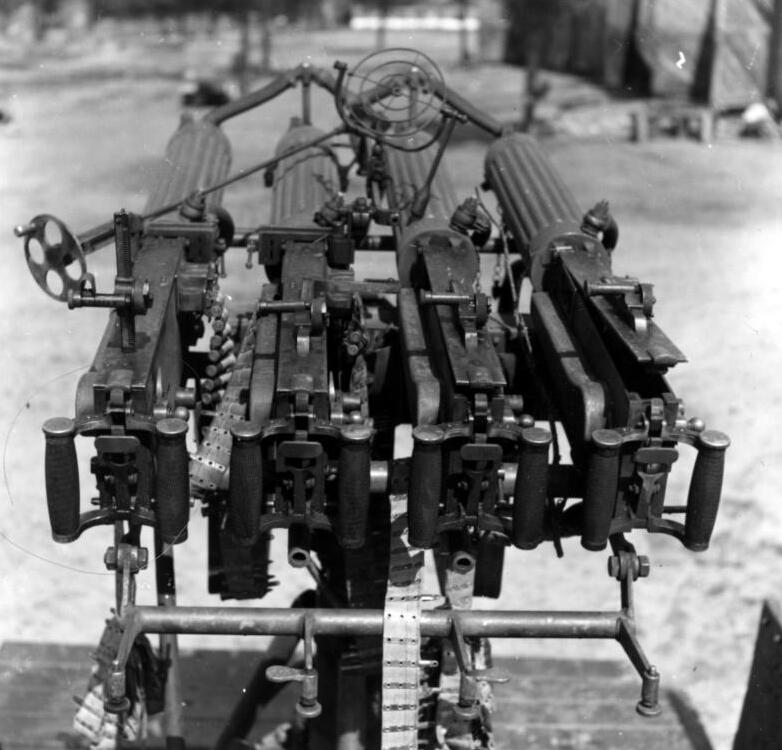
Quad mounted Maxim M1910/30 guns—the first ZPU.

## Các biến thể
- Đế quốc Nga
  - Maxim's machine gun model 1910 on a wheeled Sokolov's mount (Пулемёт Максима обр. 1910 года на колёсном станке А.А. Соколова обр. 1910 года)[1]
  - Maxim's machine gun model 1910 on a wheeled Kolesnikov's mount (Пулемёт Максима обр. 1910 года на колёсном станке Колесникова обр. 1915 года)[1]
- Liên Xô
  - Maxim's machine gun model 1910/30 on a wheeled Vladimirov's mount (Пулемёт Максима образца 1910/30 года на колёсном станке С.В. Владимирова обр. 1931 года)[1]
  - Maxim-Tokarev
  - PV-1 machine gun
  - ZPU-4 (Зенитная пулемётная установка М-4 образца 1931 года)
- Phần Lan
  - Maxim M/09-21
  - Maxim M/32-33
- Đệ Nhị Cộng hòa Ba Lan
  - Maxim wz. 1910/28

## Các nước sử dụng
- Đế quốc Nga
- Đế quốc Đức : Tịch thu từ Đế quốc Nga trong Thế chiến 1
- Đế quốc Áo-Hung : Tịch thu từ Đế quốc Nga trong Thế chiến I
- Bulgaria
- Liên Xô
- Đức Quốc xã : Tịch thu từ quân đội Liên Xô trong Thế chiến II, được gọi là Schweres Mg (Maschinengewehr) 216(r)
- Mông Cổ
- Ba Lan
- Estonia
- Cộng hòa Dân chủ Nhân dân Triều Tiên
- Trung Quốc
- Phần Lan
- Việt Nam Dân chủ Cộng hòa
- Cộng hòa Miền Nam Việt Nam
- Việt Nam
- Hàn Quốc
- Cuba
- Austria-Hungary[2] - a quantity of machine guns were seized during World War I